# Tournoi d'échecs de Shenzhen
Le tournoi d'échecs de Shenzhen est un tournoi international organisé chaque année depuis 2017 à Shenzhen dans le Guangdong. Jusqu'en 2019, c'est un tournoi toutes rondes fermé à deux tours qui oppose six joueurs (huit joueurs en 2024) dont deux des meilleurs chinois, Ding Liren et Yu Yangyi et le meilleur joueur néerlandais Anish Giri.
En 2021, le tournoi oppose quatre joueurs sur internet qui s'affrontent dans un tournoi à quatre tours : deux tours de parties rapides et deux tours de blitz.

## Palmarès
| Édition Année | Édition Année | Dates               | Vainqueur(s)                                        | Deuxième(s)                      | Troisième(s)    | Quatrième(s)                  | Notes                              |
| ------------- | ------------- | ------------------- | --------------------------------------------------- | -------------------------------- | --------------- | ----------------------------- | ---------------------------------- |
| 1             | 2017,         | 23 mars- 2 avril    | Ding Liren 6,5 / 10 (+3 = 7)                        | Anish Giri Peter Svidler         |                 | Yu Yangyi Pentala Harikrishna | 6e : Michael Adams                 |
| 2             | 2018          | 4-15 novembre       | Maxime Vachier-Lagrave (5,5 / 10, 1er au départage) | Anish Giri Ding Liren (5,5 / 10) |                 | Yu Yangyi Nikita Vitiougov    | 6e : Radosław Wojtaszek            |
| 3             | 2019,         | 17-28 avril         | Anish Giri 6,5 / 10 (+3 = 7)                        | Pentala Harikrishna              | Ding Liren      | Richard Rapport               | 5e-6e : Dmitri Iakovenko Yu Yangyi |
| 4             | 2021          | 20 avril - 1er mai  | Yu Yangyi                                           | Jan-Krzysztof Duda               | Richard Rapport | Wei Yi                        | Tournoi rapide et blitz            |
| 5             | 2024          | 29 février - 7 mars | Bu Xiangzhi                                         | Yu Yangyi                        | Arjun Erigaisi  | Xu Xiangyu Daniil Doubov      | 8 joueurs                          |